# Literaturjahr 1957
Liste der Literaturjahre

◄◄ | ◄ | 1953 | 1956 | Literaturjahr 1957

Weitere Ereignisse

## Ereignisse
- 25. Januar: Uraufführung von Erich Kästners Die Schule der Diktatoren in München.
- 08. März: Das Drama Die Gesichte der Simone Machard von Bertolt Brecht nach dem Roman Simone von Lion Feuchtwanger wird posthum in Frankfurt am Main uraufgeführt.
- 25. Juli: Die Stiftung Preußischer Kulturbesitz entsteht als Körperschaft des öffentlichen Rechts.

### Literaturverfilmungen (Auswahl)
- 31. Januar: Der nach dem gleichnamigen Drama Rose Bernd von Gerhart Hauptmann benannte Film des Regisseurs Wolfgang Staudte (mit Maria Schell in der Titelrolle) wird in Hannover uraufgeführt.
- 8. März: In München hat der Film „Der Untertan“ des Regisseurs Wolfgang Staudte Premiere, verfilmt nach dem gleichnamigen Roman von Heinrich Mann.

## Neuerscheinungen

### Romane, Erzählungen
- Die andere Esther (OA) – Magda Szabó
- Ehen in Philippsburg – Martin Walser
- Faustrecht – Gert Ledig
- Gläserne Bienen – Ernst Jünger
- Homo Faber. Ein Bericht – Max Frisch
- Im Tal der donnernden Hufe – Heinrich Böll
- On the Road (OA) – Jack Kerouac
- Pnin (vollständ. OA) – Vladimir Nabokov

### Drama
- Akt ohne Worte I (UA 1957) – Samuel Beckett
- Aufruhr in der Marktkirche – Manfred Hausmann
- Endspiel (UA 1957) – Samuel Beckett

### Weitere Werke
- Abendstunde im Spätherbst (Hörspiel) – Friedrich Dürrenmatt
- Irisches Tagebuch – Heinrich Böll
- Die Spurlosen (Hörspiel) – Heinrich Böll

## Jahrestage

### Geboren im Jahr 1957

#### Januar
- 07. Januar: Nicholson Baker, US-amerikanischer Schriftsteller
- 08. Januar: Andreas Koziol, deutscher Schriftsteller († 2023)
- 11. Januar: Himuro Saeko, japanische Schriftstellerin († 2008)
- 13. Januar: Lorrie Moore, US-amerikanische Schriftstellerin
- 14. Januar: David Bergen, kanadischer Schriftsteller
- 27. Januar: Frank Miller, US-amerikanischer Schriftsteller, Comic- und Drehbuchauto
- 30. Januar: Polly Horvath, nordamerikanische Schriftstellerin

#### Februar
- 03. Februar: Ulrich Karger, deutscher Schriftsteller und Religionslehrer
- 03. Februar: Marlon Riggs, US-amerikanischer Filmproduzent, Autor und Dichter († 1994)
- 05. Februar: Azouz Begag, französischer Schriftsteller, Soziologe und Politiker
- 07. Februar: Lioba Happel, deutsche Schriftstellerin
- 14. Februar: Marina Arrate Palma, chilenische Dichterin und Psychologin

#### März
- 03. März: Nicholas Shakespeare, britischer Schriftsteller
- 07. März: Robert Harris, britischer Journalist, Sachbuchautor und Schriftsteller
- 14. März: Tad Williams, US-amerikanischer Schriftsteller Tad Williams

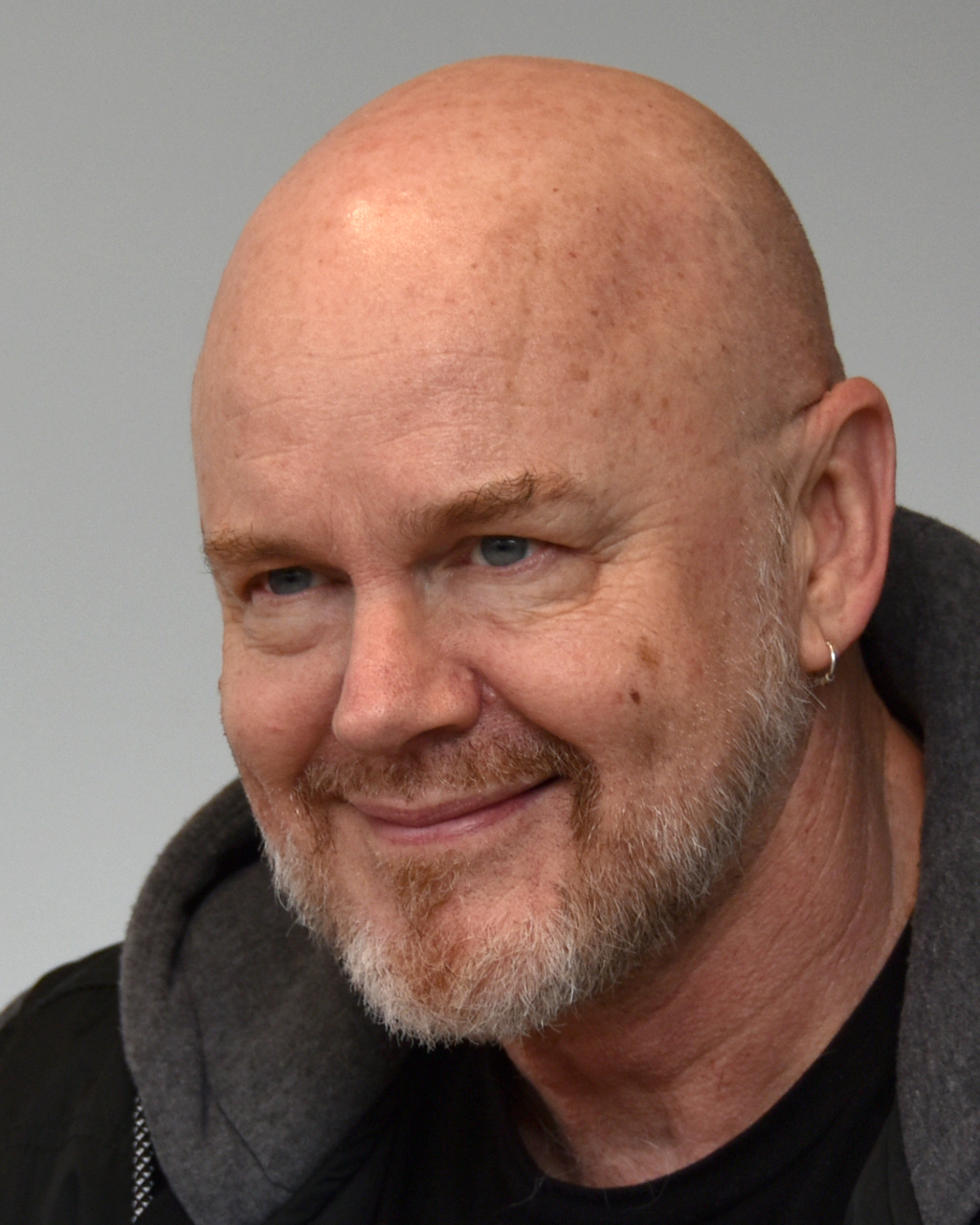
Tad Williams

- 15. März: Henni Nachtsheim, deutscher Musiker, Comedian, Schriftsteller und Schauspieler
- 18. März: Doğan Akhanlı, deutscher Schriftsteller († 2021)
- 21. März: Youssef Rzouga, tunesischer Dichter
- 25. März: Iván Bächer, ungarischer Schriftsteller und Journalist († 2013)
- 28. März: Peter Asmussen, dänischer Schriftsteller, Dramatiker und Drehbuchautor († 2016)
- 28. März: Imogen Kimmel, deutsche Regisseurin und Autorin

#### April
- 03. April: Shpendi Sollaku, als Noé bekannter albanischer Schriftsteller
- 03. April: Johanna Walser, deutsche Schriftstellerin und Übersetzerin
- 04. April: Andreas Austilat, deutscher Journalist und Autor
- 17. April: Nick Hornby, britischer Schriftsteller

#### Mai
- 05. Mai: John Ortberg, US-amerikanischer Psychologe, Theologe, Pastor, Referent und Autor
- 13. Mai: Kōji Suzuki, japanischer Schriftsteller
- 14. Mai: Gaby Hauptmann, deutsche Schriftstellerin
- 17. Mai: Peter Høeg, dänischer Schriftsteller
- 26. Mai: ʿAla' al-Aswani, ägyptischer Schriftsteller und Zahnarzt
- 28. Mai: Frank Schätzing, deutscher Schriftsteller
- 31. Mai: Gabriel Barylli, österreichischer Schriftsteller, Schauspieler und Regisseur

#### Juni
- 05. Juni: Thomas Kling, deutscher Lyriker († 2005)
- 09. Juni: Jürg Beeler, Schweizer Schriftsteller
- 09. Juni: Linus Reichlin, Schweizer Schriftsteller, Essayist, Kolumnist
- 11. Juni: Walter Hauser, Schweizer Schriftsteller und Journalist († 2022)
- 18. Juni: Richard Powers, US-amerikanischer Schriftsteller
- 22. Juni: Armin Kratzert, deutscher Schriftsteller und Journalist
- 23. Juni: Yale Strom, US-amerikanischer Filmemacher, Musiker, Komponist, Schriftsteller und Fotograf

#### Juli
- 09. Juli: Ardian Klosi, albanischer Publizist († 2012)
- 28. Juli: Quint Buchholz, deutscher Buchautor und Illustrator
- 00. Juli: Achille Mbembe, kamerunischer Historiker, Politikwissenschaftler und politischer Essayist

#### August
- 11. August: Michael Kühntopf, deutsch-schweizerischer Publizist und Autor
- 12. August: Wolfram Paulus, österreichischer Filmregisseur und Drehbuchautor († 2020)
- 13. August: David Crane, US-amerikanischer Drehbuchautor und Filmproduzent
- 24. August: Stephen Fry, britischer Schriftsteller, Drehbuchautor, Schauspieler und Regisseur Stephen Fry

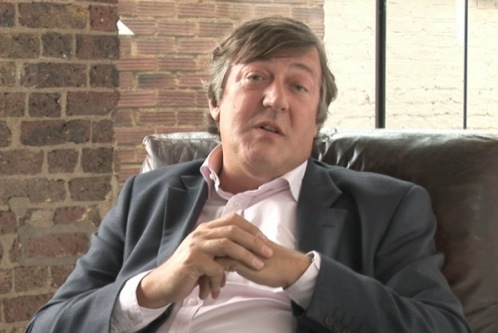
Stephen Fry

#### September
- 02. September: Wolfgang Achtner, deutscher Theologe und Autor († 2017)
- 10. September: Matthias Brenner, deutscher Schauspieler, Regisseur, Autor und Intendant
- 10. September: Andreï Makine, französischer Schriftsteller
- 14. September: Karl-Heinz Ott, deutscher Schriftsteller, Essayist und Übersetzer
- 17. September: Christian Loidl, deutscher Schriftsteller und Performer († 2001)
- 22. September: Nick Cave, australischer Musiker, Texter, Dichter und Schauspieler
- 26. September: Roger MacBride Allen, US-amerikanischer Sciencefiction-Schriftsteller
- 27. September: Johann Lafer, österreichischer Koch, Unternehmer und Sachbuchautor

#### Oktober
- 09. Oktober: Kathrin Aehnlich, deutsche Schriftstellerin
- 17. Oktober: Uwe Kolbe, deutscher Lyriker und Prosaautor
- 21. Oktober: Attila the Stockbroker, britischer Liedertexter, Musiker und Dichter
- 23. Oktober: Olga Alexandrowna Slawnikowa, russische Journalistin und Schriftstellerin
- 24. Oktober: Wolfgang Müller, deutscher Künstler, Musiker und Autor
- 27. Oktober: Pia Frankenberg, deutsche Regisseurin und Buchautorin

#### November
- 02. November: Hera Lind, deutsche Sängerin, Schriftstellerin und Moderatorin
- 03. November: Hartmut Andryczuk, deutscher Künstler, Autor und Verleger
- 04. November: Hansjörg Schertenleib, Schweizer Schriftsteller
- 13. November: Stephen Baxter, britischer Autor
- 14. November: Nicholas Lens, belgischer Autor und Komponist
- 22. November: Thomas Lehr, deutscher Schriftsteller
- 27. November: Zacharias Kunuk, kanadischer Filmproduzent, Regisseur und Drehbuchautor
- 29. November: Jean-Philippe Toussaint, belgischer Schriftsteller

#### Dezember
- 05. Dezember: Lydia Hauenschild, deutsche Schriftstellerin
- 09. Dezember: Emmanuel Carrère, französischer Schriftsteller
- 12. Dezember: Susanna Tamaro, italienische Schriftstellerin und Filmregisseurin
- 20. Dezember: Emil Pirchan, österreichischer Bühnenbildner und Autor
- 21. Dezember: Jürgen Domian, deutscher Moderator, Journalist und Autor Jürgen Domian

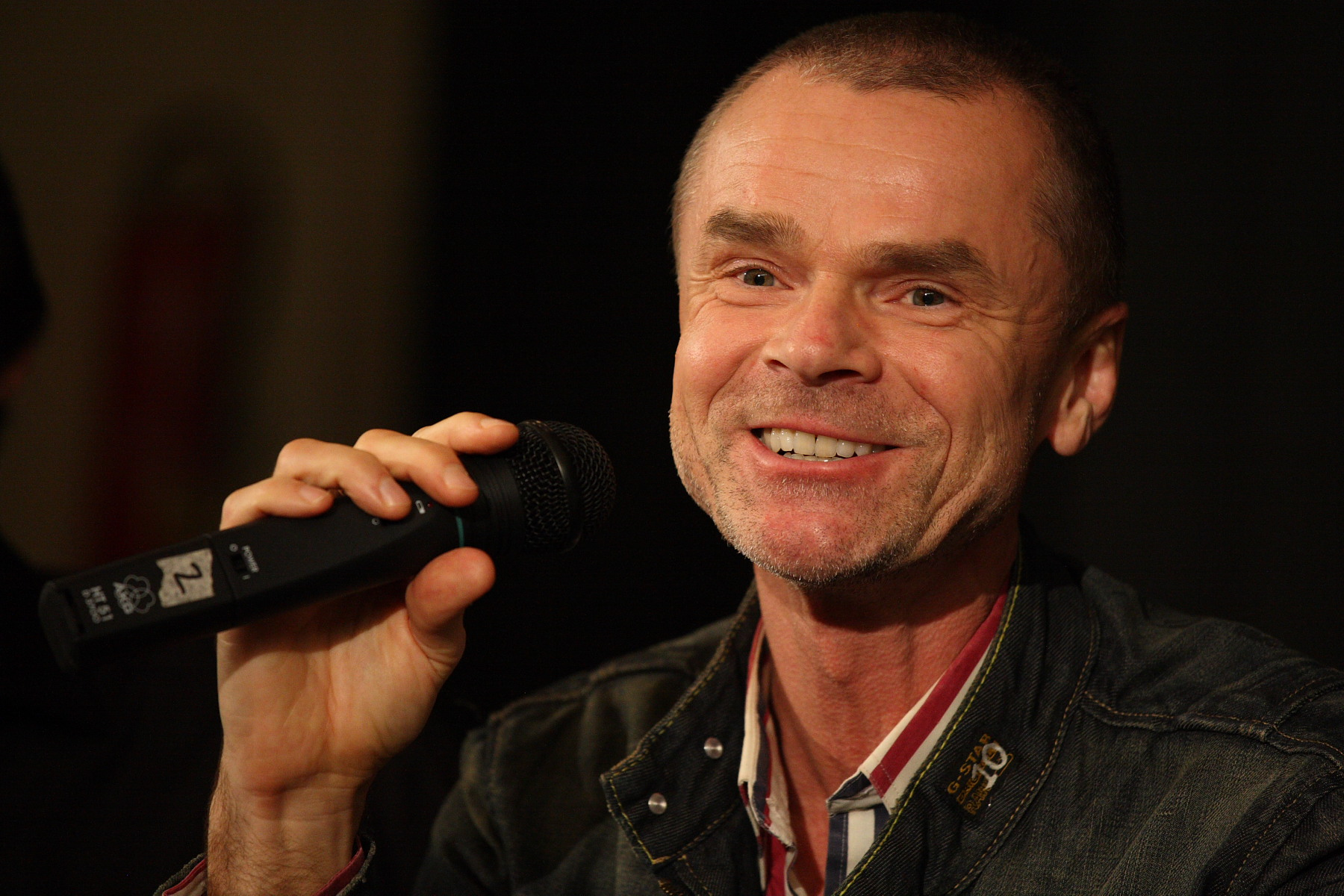
Jürgen Domian

- 27. Dezember: Christos Yiannopoulos, deutscher Drehbuchautor und Autor
- 31. Dezember: Guðmundur Andri Thorsson, isländischer Schriftsteller und Politiker

#### Genaues Datum unbekannt
- Ulrike Ackermann, deutsche Politikwissenschaftlerin und Publizistin
- Nasrin Amirsedghi, deutsche Publizistin, Philologin, Orientalistin, Literatur- und Filmwissenschaftlerin
- Hans de Beer, niederländischer Illustrator und Autor
- Andreas Ecke, deutscher Übersetzer aus dem Niederländischen
- Marianne Gareis, deutsche literarische Übersetzerin aus dem Portugiesischen und Spanischen
- Sabine Thiesler, deutsche Schriftstellerin, Sprecherin und Schauspielerin
- Andreas Weiser, deutscher Journalist, Autor, Musiker und Komponist

### Gestorben im Jahr 1957

#### Januar – März
- 10. Januar: Gabriela Mistral, chilenische Dichterin und Diplomatin; Literaturnobelpreisträgerin des Jahres 1945 (* 1889)
- 13. Januar: Onoe Saishū, japanischer Tanka-Dichter (* 1876)
- 25. Januar: Martina Wied, österreichische Schriftstellerin (* 1882)

- 02. Februar: Valery Larbaud, französischer Schriftsteller und Literaturkritiker (* 1881)
- 10. Februar: Laura Ingalls Wilder, US-amerikanische Schriftstellerin (* 1867)
- 12. Februar: Johannes Anker Larsen, dänischer Schriftsteller (* 1874)

- 07. März: Wyndham Lewis, britischer Schriftsteller, Maler (* 1882)
- 11. März: Jinzai Kiyoshi, japanischer Schriftsteller (* 1903)
- 21. März: Charles Kay Ogden, britischer Linguist und Schriftsteller (* 1889)

#### April – Juni
- 07. April: Tami Oelfken, deutsche Schriftstellerin und Reformpädagogin (* 1888)
- 14. April: Kuni Tremel-Eggert, deutsche Schriftstellerin (* 1889)
- 15. April: Maximilian Rott, deutscher Kaufmann und Schriftsteller (* 1903)

- 03. Mai: Ernst Bertram, deutscher Germanist, Lyriker und Schriftsteller (* 1884)
- 07. Mai: Wilhelm Filchner, deutscher Geophysiker, Forschungsreisender und Reiseschriftsteller (* 1877)
- 22. Mai: Franz Feldhaus, Autodidakt, deutscher Elektroingenieur und wissenschaftlicher Schriftsteller (* 1874)
- 30. Mai: Toivo Pekkanen, finnischer Schriftsteller (* 1902)
- 31. Mai: Peeter Sink, estnischer Pfarrer, Lyriker, Maler und Photograph (* 1902)

- 03. Juni: Wilhelm Hausenstein, deutscher Schriftsteller, Kunstkritiker, Publizist und Diplomat (* 1882)
- 15. Juni: Paul Ilg, schweizerischer Schriftsteller (* 1875)
- 23. Juni: Louis Fürnberg, deutscher Schriftsteller, Dichter und Musiker (* 1909)
- 26. Juni: Alfred Döblin, deutscher Arzt und gesellschaftskritischer Schriftsteller (* 1878)
- 27. Juni: Malcolm Lowry, britischer Schriftsteller (* 1909)

#### Juli – September
- 05. Juli: Zdeněk Němeček, tschechischer Schriftsteller und Dramaturg (* 1894)
- 10. Juli: Schalom Asch, jiddischer Schriftsteller und Dramatiker (* 1880)
- 19. Juli: Curzio Malaparte, italienischer Schriftsteller und Journalist deutscher Abstammung (* 1898)
- 23. Juli: Giuseppe Tomasi di Lampedusa, italienischer Schriftsteller (* 1896)
- 24. Juli: Sacha Guitry, französischer Schauspieler, Filmregisseur, Drehbuchautor und Dramatiker (* 1885)
- 27. Juli: Vivienne von Wattenwyl, schweizerisch-britische Reiseschriftstellerin und Fotografin (* 1900)
- 29. Juli: Ricardo Rojas, argentinischer Schriftsteller, Essayist, Bildungspolitiker und Pädagoge (* 1882)

- 07. August: Emil Hadina, österreichisch-sudetendeutscher Schriftsteller (* 1885)
- 08. August: Hans von Kahlenberg, deutsche Schriftstellerin (* 1870)
- 25. August: Leo Perutz, österreichischer Schriftsteller (* 1882)
- 25. August: Umberto Saba, italienischer Dichter und Schriftsteller (* 1883)

- 15. September: Antonio Mediz Bolio, mexikanischer Schriftsteller, Journalist und Politiker (* 1884)

#### Oktober – Dezember
- 06. Oktober: Hisao Jūran, japanischer Schriftsteller (* 1902)
- 26. Oktober: Nikos Kazantzakis, griechischer Schriftsteller (* 1883)

- 11. November: Hans Adler, österreichischer Librettist, Schriftsteller und Lyriker (* 1880)

- 18. Dezember: Əyyub Abbasov, aserbaidschanischer Schriftsteller (* 1905)

## Literaturpreise 1957

### Deutsche Literaturpreise
- Bremer Literaturpreis:
  - Ingeborg Bachmann für den Gedichtband Anrufung des großen Bären
  - Gerd Oelschlegel für das Schauspiel Romeo und Julia in Berlin
- Deutscher Jugendbuchpreis, Kategorie Kinderbuch: Das Rad auf der Schule von Meindert DeJong
- Deutscher Kritikerpreis, Kategorie Literatur: Eva Rechel-Mertens
- Fontane-Preis: Ernst Schnabel
- Förderpreis Literatur (München): Lion Feuchtwanger
- Georg-Büchner-Preis: Erich Kästner
- Gerhart-Hauptmann-Preis: Theodor Schübel für Der Kürassier Sebastian und sein Sohn
- Heinrich-Mann-Preis: Hanns Maaßen, Herbert Nachbar, Margarete Neumann
- Hörspielpreis der Kriegsblinden: Die Panne von Friedrich Dürrenmatt
- Hugo-Jacobi-Preis: Cyrus Atabay
- Johann-Peter-Hebel-Preis: Emanuel Stickelberger
- Literaturpreis der Bayerischen Akademie der Schönen Künste: Alfred Döblin
- Theodor-Fontane-Preis des Bezirks Potsdam: Horst Beseler, Rudolf H. Daumann

### Internationale Literaturpreise
- Charles-Veillon-Preis:
  - Deutschsprachige Literatur: Die verlorene Geliebte von Johannes Urzidil
  - Französischsprachige Literatur: La Clarté de la nuit von Jean-Pierre Monnier
  - Italienischsprachige Literatur: Brace dei Biassoli von Mario Tobino
- Nobelpreis für Literatur: Albert Camus
- Queen’s Gold Medal for Poetry: Siegfried Sassoon